# 索洛基亞河
索洛基亞河（烏克蘭語：Солокія），是東歐的河流，屬於西布格河的左支流。該河流經波蘭的盧布林省和烏克蘭的利維夫州，河道全長88公里，流域面積939平方公里。